# 1953-as dél-afrikai általános választás
1953. április 15-én általános választásokat tartottak Dél-Afrikában. Az eredmény megszilárdította a D. F. Malan vezette Nemzeti Párt (NP) pozícióját, amely 94-et szerzett meg a 156 mandátumból, így kényelmes többséget biztosítva a kormánypártnak. A Koos Strauss vezette Egyesült Párt (VP) több mandátumot is elvesztett.

## Összetételi változások

### Bennszülött képviselet
Az 1936-os bennszülöttek képviseletéről szóló törvény alapján Fokföld tartomány különleges választókerületeiből a fekete szavazók képviseletére megválasztott fehér képviselők második mandátuma 1948. június 30-án járt le (alig több mint egy hónappal azután, hogy a Nemzeti Párt hatalomra került az 1948-as általános választásokon).
A három képviselői helyet az 1948. november 17-i különleges választások után töltötték be. Két független képviselő (W. H. Stuart és V. M. L. Ballinger) visszakerült pozíciójába. A harmadik helyet Sam Kahn, a Dél-afrikai Kommunista Párt tagja foglalta el, aki egy független képviselőtől szerezte szerezte meg a helyet.
E tagok mandátuma 1954. június 30-án járt le (a megválasztástól számított öt év elteltével).
A Kommunista Párt feloszlatta magát (legalábbis nyílt politikai pártként), amikor 1950-ben a betiltásáról szóló törvény a parlament elé került. Sam Kahnt végül 1952-ben, a kommunistaellenes törvények értelmében kitiltották a parlamentből. Ezek után két egymást követő időközi választást tartottak a megüresedett választókerületben, de a győztesek Kahnhoz hasonló nézeteket vallottak, és szintén kizárták őket a parlamentből. Ezt követően a választókerület képviselő nélkül maradt a következő választásig.

### Délnyugat-Afrika
Délnyugat-Afrika (a mai Namíbia) területének mind a hat kiosztott mandátumát megnyerte a Nemzeti Párt.

## Eredmények
| Párt     | Párt                          | Szavazatok | %      | Mandátumok |
| -------- | ----------------------------- | ---------- | ------ | ---------- |
|          | Nemzeti Párt (NP)             | 598 718    | 49,48  | 94         |
|          | Egyesült Párt (VP)            | 576 474    | 47,65  | 57         |
|          | Dél-afrikai Munkáspárt (SAAP) | 34 730     | 2,87   | 5          |
|          | Bennszülött képviset          | ---        | ---    | 3          |
| Összesen | Összesen                      | 1 209 922  | 100,00 | 159        |

## Fordítás
Ez a szócikk részben vagy egészben  a(z)   1953_South African general election című angol Wikipédia-szócikk fordításán alapul.  Az eredeti cikk szerkesztőit annak laptörténete sorolja fel. Ez a jelzés csupán a megfogalmazás eredetét és a szerzői jogokat jelzi, nem szolgál a cikkben szereplő információk forrásmegjelöléseként.